# Eurotéléport (metrostation)
Eurotéléport is een metrostation aan lijn 2 van de metro van Rijsel, gelegen in het centrum van de Franse stad Roubaix. Het station werd op 18 augustus 1999 geopend en is ontworpen door de architecten Philippe Louguet, Thierry Baron en Sylvie Castel. Het heeft drie ingangen en bestaat uit drie etages.  
Het metrostation ligt naast een busstation waar negen buslijnen eindigen: lijn 20, 24, 27, 29, 34, 42, 226, MWR en Liane 32. Tevens is dit het eindstation van lijn R van de Tram van Rijsel. In de omgeving bevinden zich meerdere onderwijsinstellingen.